# Industries Mécaniques Maghrébines
Die Industries Mécaniques Maghrébines, kurz auch IMM, arabisch الصناعات الميكانيكية المغاربية, DMG aṣ-Ṣināʿāt al-Mīkānīkiyya al-Maġāribiyya, ist ein im Jahre 1982 gegründeter Nutzfahrzeughersteller in Kairouan, Tunesien.
IMM ist ein Joint-Venture, an dem die amerikanische General Motors zu 20 Prozent und die japanische Isuzu Motors zu 10 Prozent beteiligt ist. Die restlichen 70 Prozent gehören örtlichen Investoren.
Im Jahr 1991 begann IMM mit der Produktion von Isuzu Nutzfahrzeugen.
Nach einem Produktionsstopp um das Jahr 2002 wurde die Produktion zehn Jahre später wieder aufgenommen.